# Samsung Galaxy S III mini
Samsung Galaxy S III mini (GT-I8190) — смартфон серии Samsung Galaxy на базе ОС Android, выпущенный в ноябре 2012 года.

## Технические характеристики
Представляет собой уменьшенный вариант популярного Galaxy S III с менее производительным аппаратным обеспечением и сокращённым набором функций. Спецификация Galaxy S III mini включает в себя 4-дюймовый Super AMOLED дисплей, двухъядерный процессор ST-Ericsson NovaThor U8420, работающий на частоте 1 ГГц и 1 Гб оперативной памяти, 5-мегапиксельную тыловую и 0,3 мегапиксельную фронтальную камеру для видеозвонков или автопортретной фотографии. В телефоне используется Mini-SIM.
Устройство работает под управлением Android 4.1.2 (Jelly Bean).
Другие функции: Samsung TouchWiz Skin, S Voice, ChatON (обмен мгновенными сообщениями), Smart alert, Buddy Photo Share, Pop up play, S Beam-технология, S Suggest, Video Hub и Game Hub 2.0.